# Diecezja Koczin (malankarska)
Diecezja Koczin – diecezja Malankarskiego Kościoła Ortodoksyjnego z siedzibą w Koczin w stanie Kerala w Indiach.
Została erygowana w 1876 roku. W późniejszym czasie z jej obszaru erygowano diecezje Malabar, Kunnamkuklam i Sultan Bathery.

## Biskupi
- Simeon Mar Dionysios
- Joseph Mar Dionysios
- Paulose Mar Severios
- Jakob Mar Irenios (od 1993)